# Ekonomski institut Zagreb
Ekonomski institut, Zagreb je javna znanstvena ustanova čiji je osnivač Republika Hrvatska, a njegova osnovna djelatnost su znanstvena i razvojna istraživanja u polju ekonomije.

## Povijest
Osnovan je posebnim Pravilnikom kao "Ekonomski institut Savske banovine" 23. ožujka 1939. godine, a uvijek je imao status javne ustanove financirane iz državnog proračuna. Nakon II. svjetskog rata neko je vrijeme prestao s radom, a njegovi su istraživači preseljeni u Republičku plansku komisiju. Rad Instituta ponovno je pokrenut 1952. pod nazivom Ekonomski institut NR Hrvatske, a od 1963. nosi sadašnje ime.

## Područja istraživanja
- gospodarski rast, ekonomska politika i konvergencija
- tekuća gospodarska kretanja, kratkoročne prognoze i fiskalna politika
- regionalna ekonomika, održivost i razvojno upravljanje
- industrijska ekonomika, inovacije i poduzetništvo
- tržište rada, ljudski potencijali i socijalna pitanja.[4]

## Naručena istraživanja i usluge
Istraživanja naručuju različiti domaći i inozemni javni i poslovni subjekti: ministarstva, vladine agencije, državni uredi, jedinice lokalne i područne (regionalne) samouprave, javna i privatna poduzeća, Hrvatska narodna banka, Svjetska banka, Europska komisija, druge međunarodne organizacije i ostali naručitelji. Usluge EIZ-a uključuju analizu tekućih ekonomskih kretanja, makroekonomske prognoze, razvoj i primjenu metodologija, izradu strateških dokumenata, pripremu podloga nositeljima ekonomske politike i konzultantske usluge.
U skladu s potrebama vremena, EIZ je trenutno usmjeren na sljedeće teme: 
- ekonomski aspekti pristupanja Europskoj uniji
- inovacije i tehnološki razvitak
- ulaganje u ljudski kapital
- demografske promjene, siromaštvo, nezaposlenost i socijalna isključenost
- korupcija i fiskalna decentralizacija
- održivi razvitak i regionalna politika
- restrukturiranje i konkurentnost poduzeća

Ekonomski institut, Zagreb ima iskustvo i tim znanstvenika koji mogu odgovoriti na složene projektne zadatke od nacionalnog obuhvata i interesa. Najveći dio dosadašnjih istraživanja ima nacionalni značaj jer služe kao podloge za izradu strateških i razvojnih dokumenata te donošenje mjera ekonomske politike. Između ostalog, Institut je svojim istraživanjima utjecao na provedbu niza reformi, restrukturiranje trgovačkih društava, antiinflacijski program, antirecesijske mjere i mjere gospodarskog oporavka i sl.